# Andy Sekiou
Andy Sekiou né le 12 février 1978 à Nîmes est un ancien joueur français de handball évoluant au poste de gardien de but.

## Biographie
Andy Sekiou débute le handball au CHBV à Vauvert (Gard). Il commence sa carrière professionnelle en 1997 au Montpellier Handball. Au terme de la saison 1999/2000, il rejoindra l'Italie en jouant pour le Pallamano Tassina Rovigo(Serie A1 Italienne). Il évoluera également au ROC Aveyron Handball, au Saran Loiret Handball et à Grenoble Saint-Martin-d'Hères Métropole Isère Handball.
Après 8 saisons grenobloises, il met un terme a sa carrière de handballeur en 2014 et devient infirmier.

## Palmarès

### Club
- Vainqueur du Championnat de France (3) : 1998, 1999, 2000
- Vainqueur de la Coupe de France (2) : 1999 et 2000